# 贾马尔·克劳福德
阿隆·贾马尔·克劳福德（英語：Aaron Jamal Crawford，1980年3月20日—），前美国職業篮球运动员，司職控球後衛、得分後衛，NBA历史上第一位三次获得最佳第六人奖项的球员。克勞佛以華麗球風著名，特別是其優異的運球技巧獲得球迷稱為「運球帝」的封號，更因其獨門絕技Shake'n Bake而有「J.Crossover」的綽號。

## 學生時期
克勞佛高中就讀西雅圖當地的雷尼爾海灘高中，高中時期的克勞佛已經是一位出色的球員，他帶領雷尼爾海灘高中獲得1998年華盛頓州州冠軍，高中畢業後，克勞佛的背號（23）也被雷尼爾海灘高中籃球隊所退休，克勞佛之後也順利成為雷尼爾海灘高中其中一名成為NBA球員的校友，包括道格·克里斯蒂，奈特·羅賓森，泰倫斯·威廉姆斯和C·J·賈爾斯等人。
克勞佛大學就讀於密歇根大學，大學時期曾因為違反NCAA規定參加西雅圖商人貝瑞·韓托所舉辦的具營利目的的業餘比賽而被禁賽六場，但這無損克勞佛的表現與評價，作為密歇根大學的先發控球，賽季最終繳出場均16.6分、2.8個籃板、4.5次助攻和1.1次抄截優質的表現，也獲得參加NBA選秀的機會。

## 職業生涯

### 芝加哥公牛 (2000–2004)
在2000年NBA選秀中克勞佛在第一輪第8順位被克里夫蘭騎士選中，隨後被交易至芝加哥公牛開啟他的NBA生涯。

### 紐約尼克 (2004–2008)
克勞佛加入了另一支年輕而重建的球隊紐約尼克。在他加入球隊的第一年，即2004-05賽季，他打了70場比賽（67次先發），場均得到17.7分、2.9個籃板、4.3次助攻和1.4次抄截。
在2005-06賽季，他在紐約尼克的第二年，在主教練拉里·布朗的帶領下，他擔任了第六人的角色。
2007-08賽季，他打了80場比賽的先發。場均得到20.6分、2.6個籃板和5次助攻。2007年1月26日，克勞佛為23勝59敗的尼克提供了為數不多的亮點之一：他得到職業生涯最高的52分，其中16次連續投籃命中，8次三分球比拉崔爾·史普利威爾在2002年創造的球隊紀錄少了一個。
在2008-09賽季，他只為尼克打了11場比賽，然後被交易到金州勇士，尼克得到艾爾·哈林頓。

### 金州勇士 (2008–2009)
克勞佛被證明是教練唐·尼爾森跑動和投籃進攻的理想人選，因為他的三分球投籃和控球能力以及球場視野。2008-09賽季，他為勇士出戰了54場比賽，每場都先發。克勞佛場均得到近20分、4.4次助攻和1.5個籃板。2008年12月20日，在110-103戰勝夏洛特山貓的比賽中，克勞佛得到50分。因此，他成為NBA歷史上第四位在三支球隊中得分超過50分的球員- 僅次於威爾特·張伯倫，伯納德·金和摩西·馬龍。賽季結束後，亞特蘭大老鷹交易克勞佛換來了後衛阿西·勞和斯皮迪·克拉克斯頓。

### 亞特蘭大老鷹 (2009–2011)
克勞佛在2009-10賽季加盟亞特蘭大老鷹。1月15日，他投進一顆絕殺三分球，以102-101戰勝鳳凰城太陽。克勞佛是NBA年度最佳第六人的主要候選人，並於2010年獲得該獎項。

### 波特蘭拓荒者 (2011–2012)
克勞佛於2011年12月15日與波特蘭拓荒者簽約。他在60場比賽中場均得到近14分，同時在禁賽縮短的賽季中以職業生涯最高的92.7%的罰球命中率領先聯盟。

### 洛杉磯快艇 (2012–2017)
2012年7月11日，克勞佛與洛杉磯快艇簽約。
2012-13賽季，克勞佛在76場比賽中得到16.5分、1.7個籃板、2.5次助攻和29.3分鐘。他在2013年年度最佳第六人的投票中獲得第二名。
2014年5月8日，克勞佛獲得NBA年度最佳第六人，這是他第二次獲得該榮譽。快艇以球隊歷史上最好的戰績（57勝25負）結束賽季。
在2015年11月2日戰勝鳳凰城太陽的比賽中，克勞佛成為NBA歷史上第三位得分達到16000分的得分後衛。
2016年4月19日，他職業生涯第三次獲得NBA年度最佳第六人。
克勞佛於2016年7月8日與快艇續約。2017年2月6日，在快艇以109-118輸給多倫多暴龍的比賽中，克勞佛在第二節2分06秒時投中三分球，成為第6位投中三分球達到2000個的NBA球員。
2017年7月6日，快艇將克勞佛和2018年首輪選秀權交易給亞特蘭大老鷹，通過簽約交易從丹佛金塊得到達尼洛·加利納里。老鷹隊在第二天裁掉了克勞佛。

### 明尼蘇達灰狼 (2017–2018)
2017年7月19日，克勞佛與明尼蘇達灰狼簽約。2018年6月，克勞佛獲得了NBA年度最佳隊友獎。

### 鳳凰城太陽 (2018–2019)
克勞佛於2018年10月17日與鳳凰城太陽簽約。
2019年4月9日，在賽季末以109-120輸給達拉斯小牛的比賽中，克勞佛在他迄今為止的第四場得分50分比賽中得到51分，創造了NBA歷史。他以39歲零20天，打破了兩項NBA紀錄：自2001年12月29日以來，超越邁克爾·喬丹以38歲零315天的成績成為最年長拿下50分以上的球員，也是史上第一位也是唯一一位能在四支不同的球隊都拿到單場50分以上的球員。

### 布魯克林籃網 (2020)
2020年7月9日，布魯克林籃網宣布，他們已經簽下克勞佛作為2019-20賽季剩餘時間的替補球員。四名籃網球員因新冠病毒檢測呈陽性而宣告退出在奧蘭多舉行的NBA重啟賽，這導致克勞佛簽約。克勞佛在奧蘭多加盟籃網，參加球隊例行賽最後8場比賽和季後賽首輪比賽。他於2020年8月4日首次亮相，在119-116戰勝密爾瓦基公鹿的比賽中，他在5分鐘內得到5分和3次助攻。在那場比賽中，克勞佛不僅成為第29位在40歲時出場的球員，而且他也是第八位至少打了20個NBA賽季的球員，與文斯·卡特、凱文·加內特、德克·諾維茨基、羅伯特·帕裡什、凱文·威利斯、卡里姆·阿卜杜勒-賈巴爾和科比·布萊恩特並列。

## NBA 生涯數據
| * | 領先聯盟 |

### 例行賽
| 賽季     | 球隊         | GP    | GS  | MPG  | FG%  | 3P%  | FT%   | RPG | APG | SPG | BPG | PPG  |
| -------- | ------------ | ----- | --- | ---- | ---- | ---- | ----- | --- | --- | --- | --- | ---- |
| 2000–01  | 芝加哥公牛   | 61    | 8   | 17.2 | .352 | .350 | .794  | 1.5 | 2.3 | .7  | .2  | 4.6  |
| 2001–02  | 芝加哥公牛   | 23    | 6   | 20.9 | .476 | .448 | .769  | 1.5 | 2.4 | .8  | .2  | 9.3  |
| 2002–03  | 芝加哥公牛   | 80    | 31  | 24.9 | .413 | .355 | .806  | 2.3 | 4.2 | 1.0 | .3  | 10.7 |
| 2003–04  | 芝加哥公牛   | 80    | 73  | 35.1 | .386 | .317 | .833  | 3.5 | 5.1 | 1.4 | .4  | 17.3 |
| 2004–05  | 紐約尼克     | 70    | 67  | 38.4 | .398 | .361 | .843  | 2.9 | 4.3 | 1.3 | .3  | 17.7 |
| 2005–06  | 紐約尼克     | 79    | 27  | 32.3 | .416 | .345 | .826  | 3.1 | 3.8 | 1.1 | .2  | 14.3 |
| 2006–07  | 紐約尼克     | 59    | 36  | 37.3 | .400 | .320 | .838  | 3.2 | 4.4 | 1.0 | .1  | 17.6 |
| 2007–08  | 紐約尼克     | 80    | 80  | 39.9 | .410 | .356 | .864  | 2.6 | 5.0 | 1.0 | .2  | 20.6 |
| 2008–09  | 紐約尼克     | 11    | 11  | 35.6 | .432 | .455 | .761  | 1.5 | 4.4 | .8  | .0  | 19.6 |
| 2008–09  | 金州勇士     | 54    | 54  | 38.6 | .406 | .338 | .889  | 3.3 | 4.4 | .9  | .2  | 19.7 |
| 2009–10  | 亞特蘭大老鷹 | 79    | 0   | 31.1 | .449 | .382 | .857  | 2.5 | 3.0 | .8  | .2  | 18.0 |
| 2010–11  | 亞特蘭大老鷹 | 76    | 0   | 31.1 | .421 | .341 | .854  | 1.7 | 3.2 | .8  | .2  | 14.2 |
| 2011–12  | 波特蘭拓荒者 | 60    | 6   | 26.9 | .384 | .308 | .927* | 2.0 | 3.2 | .9  | .2  | 13.9 |
| 2012–13  | 洛杉磯快艇   | 76    | 0   | 29.3 | .438 | .376 | .871  | 1.7 | 2.5 | 1.0 | .2  | 16.5 |
| 2013–14  | 洛杉磯快艇   | 69    | 24  | 30.3 | .416 | .361 | .866  | 2.3 | 3.2 | .9  | .2  | 18.6 |
| 2014–15  | 洛杉磯快艇   | 64    | 4   | 26.6 | .396 | .327 | .901  | 1.9 | 2.5 | .9  | .2  | 15.8 |
| 2015–16  | 洛杉磯快艇   | 79    | 5   | 26.9 | .404 | .340 | .904  | 1.8 | 2.3 | .7  | .2  | 14.2 |
| 2016–17  | 洛杉磯快艇   | 82    | 1   | 26.3 | .413 | .360 | .857  | 1.6 | 2.6 | .7  | .2  | 12.3 |
| 2017–18  | 明尼蘇達灰狼 | 80    | 0   | 20.7 | .415 | .331 | .903  | 1.2 | 2.3 | .5  | .1  | 10.3 |
| 2018–19  | 鳳凰城太陽   | 64    | 0   | 18.9 | .397 | .332 | .845  | 1.3 | 3.6 | .5  | .2  | 7.9  |
| 2019–20  | 布魯克林籃網 | 1     | 0   | 6.0  | .500 | .500 | .000  | 0.0 | 3.0 | .0  | .0  | 5.0  |
| 職業生涯 | 職業生涯     | 1,327 | 433 | 29.4 | .410 | .348 | .862  | 2.2 | 3.4 | .9  | .2  | 14.6 |

### 季後賽
| 賽季     | 球隊         | GP | GS | MPG  | FG%  | 3P%  | FT%   | RPG | APG | SPG | BPG | PPG  |
| -------- | ------------ | -- | -- | ---- | ---- | ---- | ----- | --- | --- | --- | --- | ---- |
| 2010     | 亞特蘭大老鷹 | 11 | 0  | 31.9 | .364 | .360 | .845  | 2.7 | 2.7 | .8  | .1  | 16.3 |
| 2011     | 亞特蘭大老鷹 | 12 | 0  | 29.8 | .394 | .350 | .824  | 1.3 | 2.5 | .8  | .3  | 15.4 |
| 2013     | 洛杉磯快艇   | 6  | 0  | 26.8 | .387 | .273 | 1.000 | 2.0 | 1.7 | .5  | .2  | 10.8 |
| 2014     | 洛杉磯快艇   | 13 | 0  | 24.1 | .398 | .342 | .886  | 1.5 | 2.0 | .9  | .2  | 15.5 |
| 2015     | 洛杉磯快艇   | 14 | 0  | 27.1 | .360 | .243 | .867  | 2.1 | 1.9 | .9  | .2  | 12.7 |
| 2016     | 洛杉磯快艇   | 6  | 1  | 33.2 | .379 | .190 | .880  | 2.2 | 2.2 | 1.7 | .0  | 17.3 |
| 2017     | 洛杉磯快艇   | 7  | 0  | 28.0 | .422 | .240 | 1.000 | 1.3 | 1.9 | .6  | .1  | 12.6 |
| 2018     | 明尼蘇達灰狼 | 5  | 0  | 24.6 | .447 | .412 | .769  | 2.6 | 2.4 | 1.0 | .0  | 11.8 |
| 職業生涯 | 職業生涯     | 74 | 1  | 28.1 | .386 | .307 | .865  | 1.9 | 2.2 | .9  | .2  | 14.3 |

## 外部連結
- 贾马尔·克劳福德的球員資料—奇摩運動 （页面存档备份，存于）
- 贾马尔·克劳福德的球員資料—NBA.com （页面存档备份，存于） （英文）